# Daniel Luthander
Daniel Luthander, född 25 december 1766 i Hogstads församling, Östergötlands län, död 24 december 1819 i Askeryds församling, Jönköpings län, var en svensk präst.

## Biografi
Daniel Luthander föddes 1766 i Hogstads församling. Han var son till en organist. Luthander blev 1790 student vid Uppsala universitet och prästvigdes 1794. Han blev huspredikant hos generalmajor Schönström och 1795 hos hovjägmästaren Hammarsköld. År 1800 blev han bataljonspredikant vid Kalmar regemente och 1804 regementspastor vid regementet. Luthander blev 1816 vikarierande pastor i Östra Tollstads församling och 1817 kyrkoherde i Askeryds församling. Han avled 1819 i Askeryds församling.

### Familj
Luthander var gift med Henrietta Eleonora Gyllenram. Hon var dotter till kaptenen Carl Gyllenram och Antoinetta  Kindt samt efter Luthanders död omgift med Samuel Hedborn.